# Ardisia alata
Ardisia alata är en viveväxtart som beskrevs av Fletcher. Ardisia alata ingår i släktet Ardisia och familjen viveväxter. Inga underarter finns listade i Catalogue of Life.